# Ahmet Bahir Ersoy
 (février 2025).
Si vous disposez d'ouvrages ou d'articles de référence ou si vous connaissez des sites web de qualité traitant du thème abordé ici, merci de compléter l'article en donnant les références utiles à sa vérifiabilité et en les liant à la section « Notes et références ».
Pour les articles homonymes, voir Ersoy.
Ahmet Bahir Ersoy né en 1920 à Osmaniye et mort le 22 mai 1989, est un syndicaliste et homme politique turc.
A cause de ses situations économiques il quitte la faculté de droit de l'université d'Istanbul. Il fonde le syndicat des ouvriers de textile (TEKSİF) et devient le président de ce syndicat. Représentant des syndicats des ouvriers à l'Assemblée constituante en 1961. Député du CHP d'Istanbul (1969-1980) et ministre du travail (1977 et 1978-1979).